# Juan Vicente Matala
Juan Vicente Matala (* 27. Juli 1969) ist ein ehemaliger äquatorialguineischer Leichtathlet, der sich auf den Sprint spezialisiert hatte.

## Sportliche Laufbahn
1991 war Matala Landesmeister über drei Distanzen: Am 21. Juli lief er die 200 m mit 22,51 s und die 400 m mit 55,66 s. Am 1. September folgte der Titel im 100-Meter-Lauf mit einer Zeit von 11,25 s in Malabo. Bei den Olympischen Sommerspielen 1992 in Barcelona im Wettbewerb über 200 m wurde er disqualifiziert.